# Abdelá Fala
Abdelá Fala (20 de julio de 2003) es un deportista argelino que compite en judo. Ganó dos medallas de plata en los Juegos Panafricanos de 2023, en la categoría de –100 kg y equipo mixto.

## Palmarés internacional
| Juegos Panafricanos | Juegos Panafricanos | Juegos Panafricanos | Juegos Panafricanos |
| Año                 | Lugar               | Medalla             | Categoría           |
| ------------------- | ------------------- | ------------------- | ------------------- |
| 2023                | Acra (Ghana)        | Medalla de plata    | –100 kg             |
| 2023                | Acra (Ghana)        | Medalla de plata    | Equipo mixto        |